# Jewelry day
「Jewelry day」（閃亮的日子）為日本歌手絢香於2007年7月4日發行之5th單曲。

## 解說
- 與前作相隔約10個月，為絢香首次搭載電影的主題曲。

## 曲目
1. Jewelry day
作詞:絢香/作曲:西尾芳彦
電影「Last love」（松竹系）主題歌
2. I'm alone
作詞:絢香/作曲:西尾芳彦・絢香
3. Start to ♥ (Acoustic Ver.)
作詞:絢香/作曲:西尾芳彦
4. Jewelry day （Instrumental）

## 收錄專輯
- Sing to the Sky（#1）
- First Message（#3・普通音源）
- ayaka's History 2006-2009（#1（Disc1）、#3（Disc2・普通音源））